# Амедео ді Савоя-Аостський
Амадео ІІІ Савоя-Аостський (італ. Amedeo ІІІ di Savoia-Aosta; 27 вересня 1943, Флоренція, Італійське королівство — 1 червня 2021) — 5-й Герцог Аостський з 1948 по 2006 рік, претендент на трон Королівства Італії і герцог Савойський з 1983 року.
Був титулярним королем Хорватії під ім'ям Звонимир II, принц Боснії і Герцеговини, воєвода Далмації, Тузли та Темуна з 1943 по 1945 рік.
Представник Аостської гілки Савойського дому. Син Аймоне, герцога Аостського (короля Хорватії Томислава ІІ) та Ірини, принцеси Грецької.
Повне ім'я: Amedeo Umberto Giorgio Paolo Costantino Elena Fiorenzo Maria Zvonimir di Savoia-Aosta.

## Біографія
Принц Амадей ІІІ Савойський народився у Флоренції 27 вересня 1943 року в родині короля Аймоне (Томислава ІІ) і принцеси Греції Ірини. Народився в бомбосховищі королівської резиденції під час бомбардування міста авіацією союзників. Одна з бомб впала недалеко від вілли Чістерна — резиденції герцогів Аостських, поблизу Флоренції.
Був охрещений архієпископом Флоренції кардиналом Елією Далла Коста під іменами Амадео Умберто Георгій Павло Костянтин Олена Марія Фіоренцо Звонимир. Перше ім'я він отримав на честь дядька по лінії батька принца Амадея Савойського-Аостського, прозваного «залізним герцогом». Останнє ім'я йому було дано, як спадкоємному принцу Хорватського королівства.
Відразу після народження йому було присвоєно титул Герцога Апулійського. У 1943 році, після зречення батька, він став королем Хорватії під ім'ям Звонимира II і залишався ним до 1945 року.
За три тижні до народження принца Італія, підписала Касібілійське перемир'я з США і Великою Британією й припинила участь у Другій світовій війні. Це призвело до репресій з боку нацистського режиму стосовно членів Савойського дому.
26 липня 1944 року, за особистим наказом Генріха Гіммлера, принцеса Ірина Грецька з сином принцом Амадео і принцеса Анна Орлеанська, вдова принца Амадея Савойського, 3-го герцога Аостського, з дочками принцесами Маргаритою і Марією-Крістіною були ув'язнені в концтабір поблизу Граца в Австрії.
Після звільнення з концтабору в травні 1945 року, родина переїхала в Неаполь до бабусі по лінії батька, принцеси Єлени Орлеанської.
Після конституційного референдуму і скасування інституту монархії в 1946 році члени Савойського дому офіційно позбулися всіх своїх володінь на території Італії. У 1948 році, після смерті батька від інфаркту в Буенос-Айресі, принц Амадео успадковував титул герцога Аостського і став п'ятим главою Аостської гілки Савойського дому.
Початкову освіту отримав в коледжі Кверча у Флоренції. Потім навчався у Військово-морському коледжі Морозіні в Венеції. Продовжив освіту у Великій Британії.
22 липня 1964 року в Португалії принц Амадео Савойський одружився з принцесою Клод Орлеанською (нар. 11.12.1943), дочкою Генріха Орлеанського, графа Паризького і претендента на престол Франції.
У цьому шлюбі народилися син і дві дочки:
- принцеса Б'янка Ірена Ольга Олена Ізабелла Фіоренцо Марія Савойська-Аостська (нар. 2.04.1966);
- принц Аймоне Умберто Емануеле Філіберто Луїджі Амедео Елена Марія Фіоренцо Савойський-Аостський (нар. 13.10.1967), Герцог Апулійський з 1967 по 2008 рік, 6-й герцог Аостський з 2008 року, в тому ж році вступив у шлюб з принцесою Ольгою Грецької (нар. 17.11.1971), у подружжя двоє синів і дочка;
- принцеса Мафальда Джованна Марія Фіоренцо Ізабелла Савойська-Аостська (нар. 20.09.1969).

Фактично подружжя розійшлось 1976 р., проте офіційно шлюб було розірвано 1982 р., а Святим Престолом в Римі його було скасовано 1987 р.

## Титул
його Королівська Високість герцог Савої, 5-й герцог Аости, князь Чистерні й Бельрігвардо, маркиз Вогери и граф Пондерано.
Раніше під ім'ям Звонимира II мав титул короля Хорватії, князя Боснії і Герцеговини, воєводи Далмації, Тузли і Темуна.
| Попередник оскаржується іншими претендентами |  | Король Єрусалиму титулярний |  | Наступник оскаржується іншими претендентами |